# Paurodon valens
Paurodon valens és una espècie extinta de mamífer driolèstide de la família dels paurodòntids que visqué a Nord-amèrica durant el Juràssic superior, fa entre 145 i 157,3 milions d'anys. Se n'han trobat restes fòssils a Wyoming (Estats Units). Es tracta de l'única espècie del gènere Paurodon. Tenia un nombre desconegut de dents incisives, una dent canina, dues dents premolars i quatre dents molars a cada quadrant. La símfisi mandibular era curta. L'anatomia de les dents, que recorda la dentadura del talp daurat hotentot, conduí Averiànov i Martin a plantejar la possibilitat que P. valens es nodrís sobretot de cucs de terra.